# Hirsch Kunreuther
Hirsch (Naftali-Hirsch) Levi Kunreuther (geboren 1771 in Kunreuth, Oberfranken; gestorben am 12. Februar 1847 in Gelnhausen, Kurfürstentum Hessen) war ein jüdischer Talmud- und Thora-Gelehrter.

## Leben
Hirsch Kunreuther war der Sohn des Issachar Levi Kunreuther. Er besuchte die Mainzer Jeschiwa als Schüler von Herz Scheuer. 1792 flüchtete er vor der französischen Besatzung und studierte an der Jeschiwa in Fürth. 1795 heiratete er seine Frau Jeanette Levy (geborene Eskeles, 1787–1863) in Baiersdorf. Nach ihrem Tod heiratete er Güttle Guttel (geborene Pfeissel, gestorben 1812). Er hatte 14 Kinder aus beiden Ehen. 
1796 wurde er vom Mainzer Oberrabbiner Berlin ordiniert. Seit August 1813 war Hirsch Kunreuther Rabbiner in Mergentheim, anschließend, seit 1819, bis zu seinem Tod der letzte Rabbiner in Gelnhausen. Während seiner Amtszeit wurde die Synagoge umfassend renoviert. Es kam aber auch zu Unstimmigkeiten mit den Gemeindevorstehern und in der Folge mit dem Provinzialrabbiner Felsenstein. In Gelnhausen führte er eine große Jeschiwa. Zu seinen Schülern zählten, außer zwei seiner Söhne der spätere Landesrabbiner Lazarus Adler und Mayer Löwenmayer.
Nach seinem Tod wurde diese jüdische Gemeinde von Hanau aus betreut. Dr. Heinrich Kunreuther (1864–1925) aus Gotha war sein Enkel.